# 水野索諾亞
水野索諾亞（英語：Sonoya Mizuno，日語：ソノヤ・ミズノ，藝名SONOYA，1986年7月1日—），是一位英国女演員、模特兒及芭蕾舞者。

## 生平與職涯
出生於東京，並成長於英格蘭的森麻實郡。父親是一位來自日本的藝術指導，母親是英國及阿根廷的混血兒，外祖父及外祖母是分別來自英國與阿根廷的外交官；她的父母在日本相遇於1970年代。她自幼即進入皇家芭蕾舞學院就讀，畢業後於數個芭蕾舞團工作，例如位在德累斯顿的Semperoper Ballet、 Ballet Ireland、New English Ballet Theatre 以及Scottish Ballet。 因為芭蕾職涯所帶來的種種挫折，她在20歲時開始模特兒生涯， 並為香奈兒、亞歷山大·麥昆 、聖羅蘭以及路易威登擔任模特兒。 2014年，水野現身於Arthur Pita的舞蹈劇The World's Greatest Show ，該劇演出於Greenwich Dance以及皇家歌劇院。
水野的電影出道作品是由亚力克斯·嘉兰執導的 科幻驚悚片《机械姬》；不過，她在該片中的角色設定引發了一些議論。 她也出現在舞蹈片《舞力重擊》，該片由邁克爾·達米安執導並上映於2016年。她也在化學兄弟和貝克發表於2016年的《Wide Open》音樂錄影帶中擔任特色舞者。
2016年8月，她現身於弗兰克·奥申的歌曲《Nikes》的音樂錄影帶之中。

## 影视作品

### 電影
| 年份 | 作品名稱               | 角色         | 附註       |
| ---- | ---------------------- | ------------ | ---------- |
| 2012 | 《維納斯之欲》         | Forest Guard |            |
| 2015 | 《人造意識》           | 京子         |            |
| 2016 | 《舞力重擊》           | Jazzy        |            |
| 2016 | 《野貓農莊》           | Suzie        |            |
| 2016 | 《樂來越愛你》         | Caitlin      |            |
| 2017 | 《美女與野獸》         | Debutante    |            |
| 2018 | 《滅絕》               | 凱蒂         |            |
| 2018 | 《安娜的一切》         | Genja        |            |
| 2018 | 《國內人》             | Betsy        |            |
| 2018 | 《瘋狂亞洲富豪》       | Araminta     |            |
| 2019 | 《Ambition》           | Sarah        |            |
| 2022 | 《我還好嗎?》          | Jane         |            |
| 2022 | 《們》                 | 警察接線生   | 僅聲音演出 |
| 2023 | 《人生萬萬想不到》     | Meredith     |            |
| 2024 | 《帝國浩劫：美國內戰》 | 隨軍記者     |            |

### 电视
| 年份 | 作品名稱     | 角色                | 附註 |
| ---- | ------------ | ------------------- | ---- |
| 2018 | 《狂想》     | 藤田安昙博士        |      |
| 2020 | 《開發者》   | Lily Chan           |      |
| 2022 | 《龍之家族》 | 梅莎麗亞（Mysaria） |      |

## 外部連結
- 水野索諾亞在互联网电影资料库（IMDb）上的資料（英文）
- 水野索諾亞的Instagram帳戶
- 水野索諾亞在Enjoy Movie上的電影作品列表 （页面存档备份，存于）
- Real Talk With Sonoya Mizuno - YouTube （页面存档备份，存于）（英文）